# Julia Polak
Julia Margaret Polak (Buenos Aires, 1 de diciembre de 1939 - Londres, 11 de agosto de 2014) fue una investigadora médica argentina, Dama del Imperio británico, Orden del Imperio Británico (DBE) , FMedSci, directora del Centro de Ingeniería de Tejidos y Medicina Regenerativa en el Imperial College London, un centro de investigación médica que estableció con el profesor Larry Hench, también del Imperial College, para el desarrollo de células y tejidos para trasplante en humanos.

## Vida personal
Se educó en la Universidad de Buenos Aires, antes de trasladarse a Londres. Estaba casada con el profesor Daniel Catovsky, con quien tuvo tres hijos. Sus padres fueron el juez Carlos Polak y la escritora Rebeca Mactas Alpersohn.
Falleció a las 7.05 del 11 de agosto de 2014.
Era hermana del político y abogado  Federico Polak, y tía abuela de la modelo Camila Morrone

## Carrera
Polak fue una de los más longevos receptores que sobreviven a un trasplante de corazón y pulmón en Inglaterra. Fue trasplantada en 1995, llevándola a cambiar de dirección de la carrera de patología hacia el campo de reciente desarrollo de la ingeniería de tejidos.
También ha sido reconocida como una de las investigadoras más citadas e influyentes en su campo.
Recibió financiación a través de la Texas/United Kingdom Collaborative Research Initiative in Biosciences.
Polak fue una de esas personas que trascienden en varios aspectos -dijo el doctor Pablo Argibay, investigador del Hospital Italiano-. Dedicó su vida al apoyo de la investigación en ingeniería de tejidos, fue líder en una de las más prestigiosas instituciones científicas inglesas.

## Algunas publicaciones

### Libros
- julia M. Polak. 2010. Cell Therapy for Lung Disease. Editor World Scientific, 504 pp. ISBN 1848164394 en línea
- ------------------. 2008. Advances in Tissue Engineering. Edición ilustrada de Imperial College Press, 908 pp. ISBN 1848161824
- ------------------, Nicholas R. Banner, Magdi H. Yacoub. 2007. Lung Transplantation. Ed. ilustrada, reimpresa de Cambridge Univ. Press, 432 p. ISBN 0521036771, ISBN 9780521036771
- ------------------, James O'Donnell McGee. 1990. In situ hybridization: principles and practice. Oxford science publications, modern Methods in Pathology Series. Ed. ilustrada, reimpresa de Oxford Univ. Press, 247 p. ISBN 0192619063, ISBN 9780192619068

## Honores
- 2003: nombrada en la lista de Honores del cumpleaños de la Reina, y se hizo acreedora a Dama Comandante de la Orden del Imperio británico por sus servicios a la medicina. * 2004: medalla Ellison-Cliffe por la Royal Society of Medicine.
- editora de la revista, Tissue Engineering

Membresías
- Clínica del Banco de Células Madre y del Comité de Enlace de Usuarios MRC/UK, y asesora de los comités científicos del Parlamento.[4]

Su trabajo ha sido reconocido por la Sociedad de Endocrinología, la Academia Internacional de Patología y la Asociación de Patólogos Clínicos.
La historia de Polak inspiró
- novela, Intensive Care (Cuidados Intensivos) (2001),
- obra de teatro, Change of Heart, por Rosemary Friedman, para recaudar fondos